# Moabiter Unruhen
Als Moabiter Unruhen (auch Moabiter Krawalle) werden die gewalttätigen Auseinandersetzungen zwischen streikenden Arbeitern und ansässiger Wohnbevölkerung auf der einen und Polizei bzw. Streikbrechern auf der anderen Seite bezeichnet, die im September 1910 im Berliner Stadtteil Moabit stattfanden. Dabei starben zwei Menschen, über 100 Beteiligte wurden schwer verletzt. Auf dem Höhepunkt des Konflikts nahmen etwa 30.000 Menschen aktiv an den Unruhen teil. Neben der (vermeintlichen) Plötzlichkeit und Härte der Auseinandersetzungen sorgte vor allem die spontane Selbstorganisation der wegen der zögernden Haltung von Gewerkschaften und SPD auf sich selbst verwiesenen Arbeiter für Aufsehen. Auch im europäischen Ausland fand das Geschehen einige Aufmerksamkeit, da während der Unruhen vier britische Journalisten, die sich – wie Franz Mehring kommentierte – „des Verbrechens schuldig machten, aus allzu großer Nähe die Wunder des preußischen Staates zu betrachten“, von Polizeibeamten zusammengeschlagen wurden.

## Verlauf

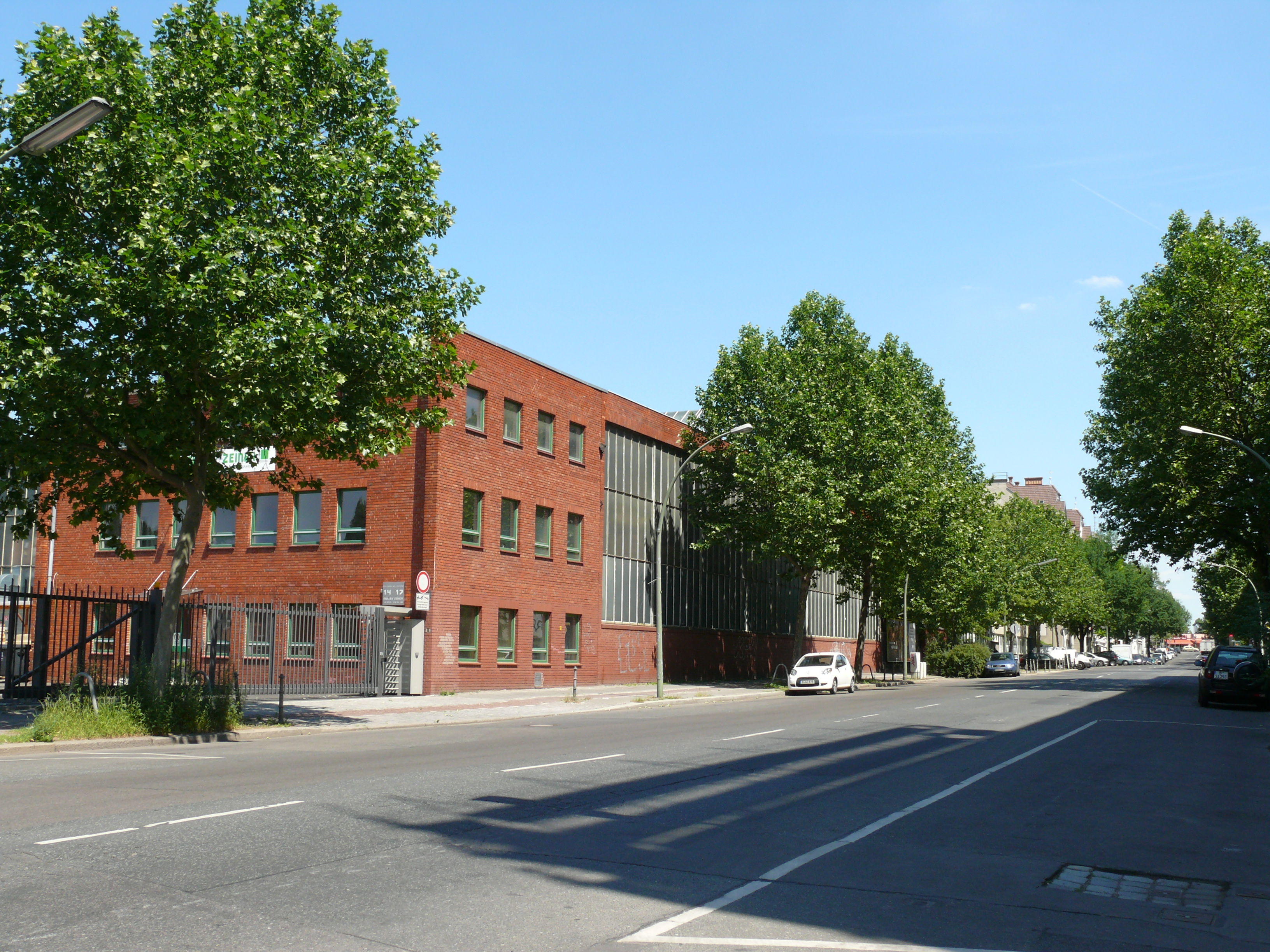
Ausgangsort der Unruhen: die Sickingenstraße in Moabit (Zustand 2011)

Am 19. September 1910 legte die Belegschaft der in der Moabiter Sickingenstraße angesiedelten Kohlehandlung Ernst Kupfer & Co. – insgesamt 141 Personen – geschlossen die Arbeit nieder. Die Firma war mehrheitlich im Besitz der Hugo Stinnes GmbH und der Deutsch-Luxemburgischen Bergwerks- und Hütten-AG. Die meisten Streikenden (Kohleschipper und Kutscher) waren Mitglieder des Deutschen Transportarbeiterverbandes, mit dessen örtlicher Leitung die Arbeitsniederlegung abgestimmt worden war. Zuvor hatte die Firmenleitung die von den Arbeitern geforderte Lohnerhöhung abgelehnt. Zu diesem Zeitpunkt erhielten die Arbeiter dieser Firma einen Stundenlohn von 43 Pfennig, die tägliche Arbeitszeit betrug überdurchschnittliche zwölf bis vierzehn Stunden.
Die Firma weigerte sich, mit den Streikenden zu verhandeln, bat noch am 19. September die Polizei um Hilfe und bemühte sich um die Rekrutierung von Streikbrechern. Bis zum 23. September konnten allerdings lediglich 18 „Arbeitswillige“ angeworben werden, die nur einen Bruchteil der zuvor täglich etwa 100 Ausfahrten bewältigten. Die Wagen wurden von Polizisten begleitet, da die Streikenden versuchten, die Lieferungen zu stören. In den Nächten versuchten Arbeiter, das Straßenpflaster an den Zufahrten zum Firmengelände aufzureißen. Vereinzelt wurden Streikbrecher und Polizisten mit Kohlenstücken beworfen.
Zunächst fiel die Entwicklung nach Streikbeginn nicht aus dem üblichen Rahmen. Das änderte sich, als am 23. September professionelle Streikbrecher eintrafen, die der Firmenleiter Buschmeyer in Hamburg hatte anwerben lassen. Diese traten aggressiv auf und waren zum Teil mit Pistolen bewaffnet. Das empfanden offenbar auch große Teile der zunächst unbeteiligten ansässigen Wohnbevölkerung als Provokation. Nach Polizeiangaben begleiteten bereits am Nachmittag des 23. mehrere hundert Menschen die ausfahrenden Kohlewagen. Am 24. schwoll diese Menge auf einige tausend Personen an. In der Rostocker Straße entwaffneten Teilnehmer des Auflaufes einen der Streikbrecher und zerschnitten anschließend das Geschirr seines Gespanns. Daraufhin hieben berittene Polizisten mit Säbeln auf die Demonstranten ein, was diese laut dem Bericht des Polizeipräsidenten mit einem „Hagel von Kohlenstücken und Steinen auf die Arbeitswilligen und Beamten“ quittierten. Einem Funktionär des Transportarbeiterverbandes gelang es schließlich, „die erregte Menge zu beschwichtigen.“
Am Abend des 24. September beklagte sich Hugo Stinnes per Telegramm beim preußischen Innenminister von Dallwitz darüber, dass die Zahl der eingesetzten Polizisten „absolut unzureichend“ sei. Obwohl Polizeipräsident Traugott von Jagow daraufhin 300 weitere Beamte nach Moabit entsandte, intervenierte Stinnes nur einen Tag später bei Reichskanzler Bethmann Hollweg persönlich, um ein „Eingreifen von oberster Stelle“ zu veranlassen. Daraufhin wurde die eingesetzte Polizeistreitmacht auf 1000 Mann erhöht, zu denen noch einige in „ortsübliches Zivil“ gekleidete Kriminalbeamte hinzutraten. Währenddessen eskalierte die Lage weiter. Am 25. erreichte Stinnes ein Telegramm der Firma Kupfer:
„Jetzt herrscht vollständiger Kampf. Geschirr unserer Pferde durchschnitten. Verproviantierung Arbeitswilliger unmöglich. Lager ohne polizeiliche Bedeckung, da Wache zum Kampf ausrücken musste. Helfet dringend. Kupfer.“
Am 26. September griffen nach Polizeiangaben auch Arbeiter aus Moabiter Großbetrieben (AEG und Ludwig Loewe & Co.), zum Teil mit metallenen Werkzeugen bewaffnet, „in die Exzesse ein“. Aus zahlreichen Wohnhäusern wurden Polizisten mit Blumentöpfen, Flaschen und anderen Gegenständen beworfen. Im Bericht Jagows hieß es über die Situation in der Rostocker Straße:
„Der Straßendamm war mit Glas- und Porzellanscherben sowie anderen Wurfgegenständen derart bedeckt, dass Berittene nicht mehr hineingeschickt werden konnten.“
In den Abendstunden zogen Jugendliche durch die Straßen und zerstörten Straßenlaternen. Vereinzelt wurden die Schaufenster von Geschäften, deren Besitzer Waren an die Streikbrecher geliefert hatten, eingeworfen. Schwerpunkte der Auseinandersetzung lagen in der Sickingen-, Berlichingen-, Rostocker, Wittstocker, Wiclef-, Beussel-, Wald-, Gotzkowsky- und Huttenstraße. Jagow, der vom Innenminister angewiesen worden war, den Streikbruch bei Kupfer unbedingt abzusichern, ordnete am 27. September den Einsatz von Schusswaffen an. Unterdessen wandte sich Stinnes erneut an den Reichskanzler und verlangte mehr oder weniger offen den Einsatz militärischer Gewaltmittel:
„Ich verkenne nicht die Schwierigkeit der Lage und der Entschließung. Trotzdem muss ich mit Rücksicht auf die Zukunft die bestimmte Erwartung aussprechen, dass der Herr Polizei-Präsident von Berlin angewiesen wird, im vollen Umfange den bedrohten Gewerbebetrieb und die darin tätigen Angestellten zu schützen, gegebenenfalls an solche Organe der Staatsgewalt diesen Schutz abzugeben, die dazu stark genug sind.“
Jagows Beamte gaben am 27. September insgesamt 173 gezielte Pistolenschüsse ab. Anderntags wurden auch Karabiner an die Polizisten ausgegeben. Daraufhin ebbte der Widerstand ab; am 29. September kam es nur noch zu vereinzelten Zusammenstößen. Am 26./27. September beteiligten sich nach Polizeiangaben etwa 30.000 Menschen (15–20 % der damaligen Wohnbevölkerung Moabits) aktiv an den Unruhen. Nach Erhebungen der Polizei war die Mehrheit der dabei festgenommenen Arbeiter politisch und/oder gewerkschaftlich organisiert.
Aufgrund der eingetretenen Beruhigung sagte Jagow Stinnes telegraphisch die „volle Betriebsaufnahme“ für den 3. Oktober zu. Dies erwies sich aber als undurchführbar, da die Kupfer-Belegschaft den Streik wider Erwarten fortsetzte und Streikposten auch einige der angeworbenen Streikbrecher zur Aufgabe der Arbeit bewegen konnten. Im Laufe der dritten Streikwoche fanden sogar vereinzelt Solidaritätsstreiks in anderen Berliner Kohlehandlungen statt. An diesem Punkt entschloss sich jedoch die Führung des Transportarbeiterverbandes, den Streik abzubrechen. Am 8. Oktober trat dessen Berliner Bezirksleiter Werner in einer Versammlung der Kupfer-Arbeiter auf und behauptete, dass „die geschäftlichen Verhältnisse wirklich so liegen, dass zurzeit eine Lohnzulage nicht durchführbar“ sei. Daraufhin beschloss eine Mehrheit der Versammelten, die Arbeit am 10. Oktober wieder aufzunehmen. Dass die Gewerkschaftsfunktionäre gegenüber der Belegschaft mala fide argumentierten, räumten sie selber freimütig ein. In einem Artikel, der am 19. Februar 1911 im Courier – der Zeitschrift des Transportarbeiterverbandes – erschien, hieß es, dass die Streikenden den Ausstand keineswegs abbrechen wollten. Der Beschluss, dies doch zu tun, sei „Produkt einer wohl überlegten Handlung unserer Berliner Ortsverwaltung.“ Diese hätte wiederum kein sachlicher Grund, sondern „lediglich das Bestreben, in Moabit Ruhe und Ordnung zu schaffen“, motiviert.
Gegen 18 im September in Moabit Verhaftete wurde schließlich Anklage erhoben und in zwei parallelen Prozessen verhandelt. Diese endeten im Januar 1911 mit 4 Freisprüchen und 14 Verurteilungen. Zusammengerechnet wurden 67½ Monate Gefängnishaft verhängt. 95 in Moabit eingesetzte Polizeibeamte wurden demonstrativ mit Orden bedacht. Stinnes stellte 10.000 Mark für die verletzten Polizisten zur Verfügung.
Vier Wochen nach den Moabiter Ereignissen kam es im Wedding zu Unruhen, als die Polizei gegen einen Solidaritätsstreik für entlassene Metzgergesellen einschritt. Auch in Köln, Remscheid und Bremen ereigneten sich im Oktober 1910 kleinere Zusammenstöße.

## Einordnung
Die bürgerliche Presse stellte sich nahezu geschlossen hinter die Polizei. Konservative Blätter besprachen die Vorgänge als abschreckendes Exempel der „Pöbelherrschaft“, auch liberale Stimmen waren kaum zurückhaltender. Franz Mehring schrieb hierzu in Die Neue Zeit:
„Selbst solche freisinnige Blätter, die sich in der letzten Zeit den Anschein zu geben versuchten, als hätten sie wirklich einiges Interesse und Verständnis für die Arbeiterklasse, haben bei diesem Anlass in der schmählichsten Weise versagt. (…) So hat zum Beispiel das Berliner Tageblatt, das sich als der Himmel weiß wie erhaben über den liberalen Zeitungstross aufzuspielen versucht, nicht nur die blutige Polizeiwirtschaft in Moabit beschönigt, sondern selbst seine Spalten den Beschwerden angesehener Beamter (…) verschlossen, die den polizeilichen Säbel am eigenen Leibe zu spüren bekommen hatten. Diese Haltung der bürgerlichen Presse ist das nicht am wenigsten bemerkenswerte Symptom (…). (…) Denn die Moabiter Krawalle waren bei alledem noch keine allzu arge Belastungsprobe der bürgerlichen Intelligenz und der bürgerlichen Courage.“
Selten beachtet wird, dass die Moabiter Unruhen auch für eine Etappe der fortschreitenden öffentlichen Selbstverständigung und Konsolidierung des rechten Flügels der SPD stehen. Am 29. September hieß es in einem Leitartikel des Vorwärts, dass die „Sozialdemokraten (…) den ganzen Vorgängen mit absoluter Passivität gegenüber[stehen].“ Man sei „vollständig unbeteiligt“. Diese Betonung eines bedingungslosen Legalismus ging mit einer offenen Distanzierung von den Streikenden und Demonstranten einher, die an gleicher Stelle als „Handvoll Radaulustiger“ diskreditiert und „gröblicher Exzesse“ beschuldigt wurden. Nach dem Ende der Unruhen bot der Vorwärts staatlichen Stellen sogar an, bei ähnlichen Vorfällen in Zukunft „beruhigend“ –  gleichsam als die „bessere Polizei“ – einzugreifen. Dazu müssten die Verantwortlichen lediglich auf die SPD zugehen:
„Wohl aber würden sich auch die Organisationen des klassenbewussten Proletariats nicht geweigert haben, an der sofortigen Wiederherstellung der Ruhe mitzuarbeiten – und mit ganz anderem Erfolg als die Polizei! – wenn sie von den Behörden darum ersucht worden wären!“
Gegenüber irritierten Nachfragen aus der eigenen Partei wurde betont, dass es sich bei den Moabiter Transportarbeitern oftmals um „viele frisch aus den östlichen Provinzen mit ihren schlechten Schulverhältnissen Zugewanderte, also um Leute, bei denen die erzieherische Arbeit der Gewerkschaften erst begonnen hat“, handele. Mitunter wurden die Streikenden und Demonstranten – obschon bekannt war, dass deren übergroße Mehrheit politisch und gewerkschaftlich aktiv war und aus der ansässigen Wohnbevölkerung stammte – einfach dem „Lumpenproletariat“ zugeordnet oder als „minderwertige Elemente“ disqualifiziert. Das konnte in einem Wahlkreis, in dem bei der Reichstagswahl des Jahres 1907 71,66 % der Stimmen auf die SPD entfallen waren, kaum anders denn als offene Beschimpfung der eigenen Basis empfunden werden. Die einschlägige Rhetorik der SPD-Führung wurde auch im Berliner Polizeipräsidium aufmerksam zur Kenntnis genommen. In einer ebendort erarbeiteten internen Übersicht über die allgemeine Lage der sozialdemokratischen und anarchistischen Bewegung im Jahre 1910 hieß es mit Verweis auf die Moabiter Ereignisse zusammenfassend, dass der vom linken Flügel der SPD gegenüber der „beamteten Führerschaft“ erhobene Vorwurf, sie wäre „größtenteils zum Bremsen geneigt“, „nicht unberechtigt“ sei. Im Gegensatz zum Parteivorstand führten einzelne lokale SPD-Gliederungen im Oktober 1910 mehrfach Protestkundgebungen durch, die sich mit den Streikenden solidarisierten. So fanden in Hamburg und Umland am 14. Oktober 32 Veranstaltungen statt, an denen mehrere zehntausend Menschen teilnahmen. Versammlungen unterschiedlicher Größe wurden unter anderem in Barmen, Bremen, Elberfeld, Erfurt, Frankfurt am Main, Gotha, Halle, Lübeck, Magdeburg, Solingen und Züllichau organisiert.
Die Ereignisse in Moabit lassen sich sozialgeschichtlich in einen seit etwa 1900 nachweisbaren längerfristigen Trend wachsender Streikaktivität und -radikalität einordnen. Um die Jahrhundertwende hatte sich das zuvor rasche Wachstum der Nominal- und Reallöhne drastisch verlangsamt; die in vielen Bereichen ungebremst weiter steigenden Preise – zumal für Lebensmittel und Wohnung – ließen die Reallöhne in der Folge zumindest stagnieren und tendenziell sinken. In Berlin stiegen die Preise für Fleischprodukte von 1901 bis 1910 um 25–28 %, für Speck um 21 %, für Butter um 12 % und für Weizenbrot um 30 %. Die Wohnungsmieten in der Reichshauptstadt stiegen im gleichen Zeitraum im Durchschnitt um 34 %. Eine große Zahl zuvor politisch und gewerkschaftlich inaktiver Arbeiter war nun zumindest zu innerbetrieblichen Auseinandersetzungen bereit. Seit 1903 zog die Zahl der Streiks in ganz Deutschland Jahr für Jahr stark an. Lag die Steigerungsrate laut der (unvollständigen) amtlichen Statistik gegenüber dem Vorjahr 1902 noch bei lediglich 0,4 %, so 1903 gegenüber 1902 bereits bei 29,62 % und 1910 – dem Jahr der Moabiter Unruhen – gegenüber 1909 bei 37,47 %. Diese Streikbewegung erreichte nicht Ausmaß und Tiefe der parallelen Massenstreikwellen in Großbritannien und Russland, wies aber in die gleiche Richtung. Etwa 10 % aller zwischen 1900 und 1910 im Reichsgebiet durchgeführten Streiks fanden in Berlin statt (ohne Berücksichtigung industrialisierter (damaliger) Vorortgemeinden wie Lichtenberg, Charlottenburg, Rixdorf und Spandau). Dem Aktivismus der Streikenden wurde staatlicherseits mit einer absoluten und relativen Ausweitung polizeilichen und staatsanwaltlichen Engagements begegnet. 1904 ging die Polizei bei 21,6 % aller Streiks aktiv (Verhaftungen, Abriegelung von Betriebsanlagen, Schutz von Streikbrechern usw.) gegen diese vor. 1912 lag dieser Anteil bereits bei 35,9 %. Bindet man die Moabiter Ereignisse in diese Zusammenhänge ein, erscheinen sie keineswegs mehr als der singuläre „Exzess“, als der sie sowohl von konservativen wie sozialdemokratischen Zeitgenossen besprochen wurden.